# ルイス・エンリケ・ダ・シウヴァ・アウヴェス
ルイス・エンリケことルイス・エンリケ・ダ・シウヴァ・アウヴェス（Luiz Henrique da Silva Alves、1981年7月2日 - ）は、ブラジル・リオデジャネイロ出身のサッカー選手。江原FC所属。ポジションはミッドフィールダー、フォワード。
Kリーグ時代の登録名はルイス（ハングル: 루이스）。

## 来歴
2015年7月16日、全北現代モータースへの復帰を発表した。
2016年7月19日、江原FCに移籍した。